# 테스크월드
태스크월드(영어: Taskworld)는 프레드 모우와드(Fred Mouawad)에 의해 고안된 클라우드 기반의 프로젝트관리 소프트웨어, 그룹웨어, 협업툴이다. SaaS 형태 서비스로 업무 및 프로젝트를 효율적으로 관리하고 투명한 인사 평가를 할 수 있는 소프트웨어다. 팀원에게 업무를 배정하고, 메시지와 파일을 주고 받고, 프로젝트 성과 분석이 가능하다.

## 경쟁사
- Asana
- Basecamp
- Trello
- Wrike